# JenTower

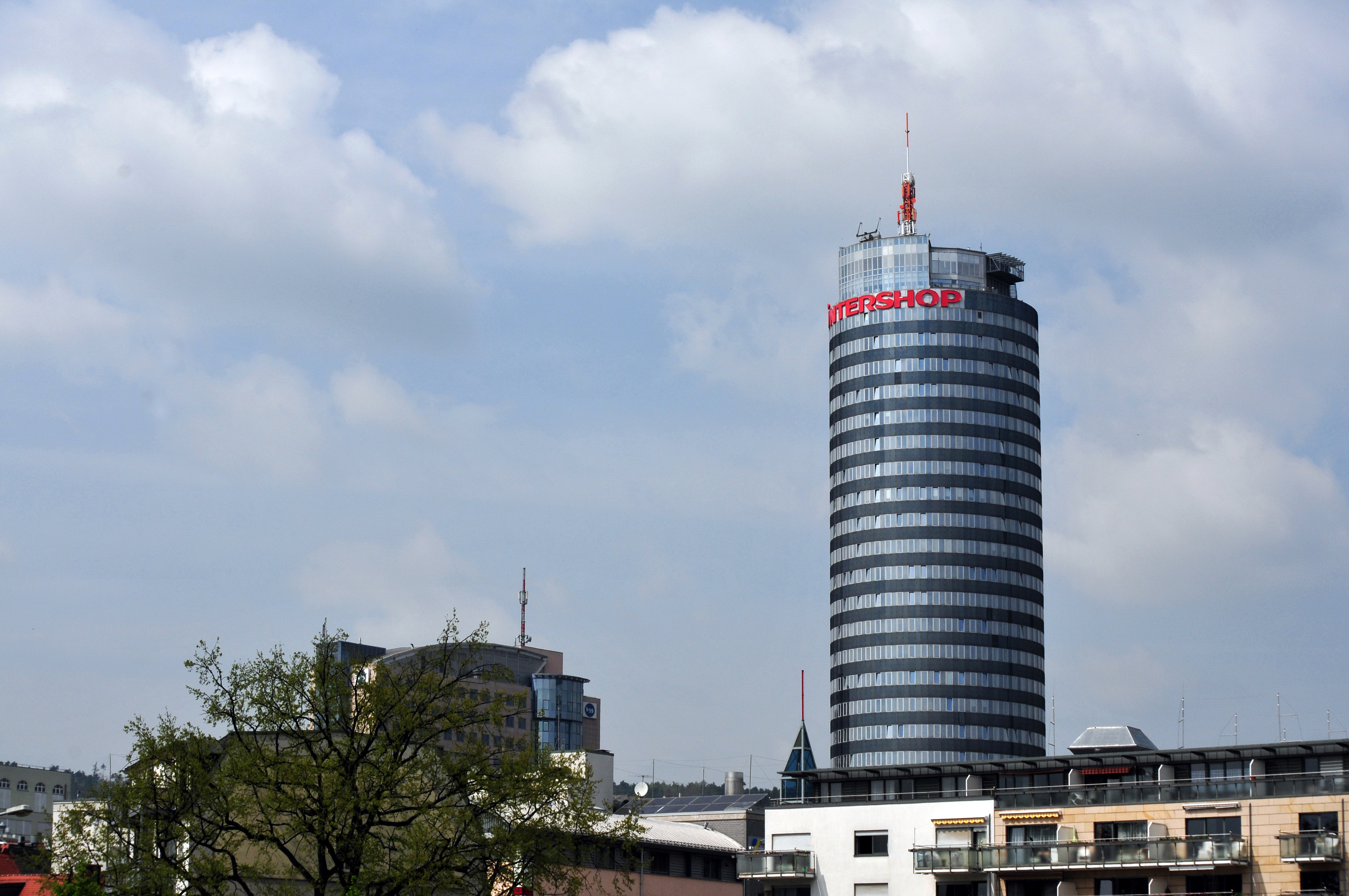
Stato attuale

La Jentower (scritto talvolta JenTower), o Intershop Tower è un grattacielo della città di Jena. È, con i suoi 149 metri di altezza (159,60 includendo l'antenna), l'edificio più alto della porzione di Germania cosiddetta dei Nuovi Länder - corrispondente all'ex Repubblica Democratica Tedesca - seguito dai 142 metri della City-Hochhaus di Lipsia (155,40 metri includendo l'antenna).
Si sviluppa su 31 piani, rispettivamente due interrati e 29 fuori terra. La torre ha struttura in calcestruzzo armato e si sviluppa intorno ad un nucleo centrale del diametro di 3,20 metri. Il diametro complessivo della torre è invece di 33 metri. La facciata continua in vetro è composta dalla sovrapposizione di anelli finestrati da 56 unità l'uno, per un totale di 1.456 finestrature. La superficie calpestabile è di 23.000 m².
Annesso alla costruzione vi è anche un centro commerciale da 6.000 m² di superficie ed un parcheggio sotterraneo da 200 posti. Risulta di proprietà della Saller Gewerbebau GmbH.

## Storia
La pianificazione e la progettazione dell'edificio furono sostenuti durante gli anni Sessanta del XX secolo dal Ministerrat - il Consiglio dei Ministri della Germania Est - nell'ottica del programma di ricostruzione e riqualificazione delle città principali del paese. L'edificio venne infatti concepito come una Stadtdominanten (Dominanti sulla città), ossia uno di quei nuovi edifici che avrebbero dovuto caratterizzare la nuova città socialista, fungendo da elemento di richiamo visivo e da polo cittadino strategico. L'altezza dell'edificio permetteva inoltre di distogliere l'attenzione da altri elementi verticali componenti il paesaggio, in particolare dalle torri campanarie.
L'edificio venne commissionato all'architetto tedesco-orientale Hermann Henselmann, con l'intento di simboleggiare un cannocchiale: la JenTower nasce infatti con lo scopo di ospitare il centro ricerche della Carl Zeiss orientale.
Durante il giugno del 1969 vennero demoliti parte del quartiere commerciale e residenziale sopravvissuto alla seconda guerra mondiale e la Eichplatz, al fine di ottenere lo spazio necessario per edificare la nuova torre. I lavori ebbero ufficialmente inizio il 30 aprile 1970 e tra giugno e settembre fu completato il nucleo strutturale in cemento armato; per motivi economici, però, poté essere realizzata solo una versione semplificata dell'originale progetto di Henselmann.
Il 2 ottobre del 1972 il grattacielo venne inaugurato solennemente, ma poiché i locali nel frattempo non erano più necessari al Kombinat Carl Zeiss, l'edificio venne donato all'Università di Jena, intitolata a Friedrich Schiller. L'università abbandonò in seguito, nel 1995, il complesso, che il Land della Turingia decise di vendere al prezzo simbolico di 1 Marco tedesco alla società Saller Gewerbebau GmbH.
Nel 1999 ebbero inizio i lavori di ristrutturazione della JenTower. Una nuova facciata continua in vetro ha sostituito le originarie finestre, e l'edificio di basamento è stato demolito e ricostruito. Sono stati realizzati anche un parcheggio sotterraneo e un edificio in legno da cinque piani. La torre è stata inoltre sopraelevata di due ulteriori piani nel 2001 e dotata di una nuova antenna nel 2004, che le conferisce l'attuale altezza di 159,60metri alla sommità.

## Attuale destinazione d'uso
La torre è oggi utilizzata come edificio destinato al terziario e, in particolare, come sede di uffici. L'inquilino principale, con quasi la metà dei piani occupati, è la società Intershop Communications AG, che proprio nella JenTower ha la propria sede centrale. Sono presenti inoltre diverse altre società, operanti soprattutto nel campo IT, alcune delle quali anche controllate dalla stessa Intershop. Tra le altre società insediate nella torre, si ricordano la DEWB, la IKS Garamond Verlag e la ePages.
Al ventottesimo ed al ventinovesimo piano si trovano un ristorante panoramico e una terrazza panoramica aperta al pubblico. Al ventinovesimo livello si trovano anche diversi ripetitori telefonici e radiofonici, che sfruttano la posizione privilegiata dell'antenna del grattacielo.
Nell'adiacente edificio di base, sono concentrati sotto la sigla di „Neue Mitte“ diversi punti di vendita al dettaglio.

## Denominazione
L'edificio è conosciuto con diverse denominazioni: attualmente le due ufficialmente riconosciute sono Jentower e Intershop tower. Nel linguaggio colloquiale l'anglicismo nel nome viene però frequentemente evitato, sicché risulta più frequente ritrovare la torre indicata come Uniturm, Intershop-Turm, „Keksrolle“ (il pacchetto di biscotti) o semplicemente „der Turm“ (la Torre). 
Sono pressoché uscite dal linguaggio comune invece altre espressioni frequenti al tempo delle divisioni delle due Germanie, tra cui le colorite Penis Jenensis e Schuldenstummel o la più rigorosa Henselmann-Turm.

## Ubicazione
Direttamente di fronte alla JenTower si incontrano, a Ovest, gli storici stabilimenti della „Carl Zeiss Jena“, tra i quali spicca il centro di ricerca Bau 59 ed il primo "grattacielo" cittadino, il Bau 15, alto 43 metri e realizzato nel 1915 su progetto dell'architetto Friedrich Pützer (1871–1922). Ancora più a ovest è situato il Bau 36, attuale sede della Jenoptik AG.
A nord si trovano invece porzioni delle antiche mure della città, risalenti a oltre settecento anni fa, con la Johannistor - l'unica porta ancora rimasta in piedi in città - e la Pulverturm.

## La "doppia torre"
Gira voce a riguardo della progettazione di un possibile progetto originario che prevedesse la costruzione di due torri gemelle, da collegare tramite una passerella sospesa: tale conformazione avrebbe ricreato l'idea di un binocolo, divenendo così simbolo anche visivo dell'orgoglio industriale della città, l'industria ottica. Ricerche effettuate durante i primi anni Novanta del XX secolo da parte di alcuni studiosi dell'Università Friedrich Schiller di Jena hanno invece confutato questa ipotesi, spiegando che tale progetto era in realtà riservato a un doppio edificio - di dimensioni più contenute - da realizzare di fronte al Collegium Jenense.
Pare inoltre che Henselmann, il progettista, avesse originariamente immaginato la torre con le finestre rotonde - a guisa di lente - ed una "corona" metallica a decorazione della sommità.

## Sicurezza del rivestimento
Verso la fine del 2004, una lastra di vetro facente parte del rivestimento della torre è andata in frantumi, colpendo il lunotto posteriore di un'automobile parcheggiata nelle dirette vicinanze. Sono stati quindi tempestivamente analizzati numerosi elementi della facciata, al fine di trovarne cause strutturali o eventuali danneggiamenti, ma nessuno di questi studi permise di ottenere utili riscontri. Si è deciso dunque di procedere alla fasciatura anti-caduta tramite rete metallica di tutti gli anelli della torre che non fossero finestrati.

## Riferimenti bibliografici
- Michael Diers (1999): Der Turm von Jena. Architektur und Zeichen.(= Minerva. Jenaer Schriften zur Kunstgeschichte, Band 9), Jena: Kunsthistorisches Seminar, pag. 181.
- Christian Graudenz (2007): Zur Entstehungsgeschichte des Universitätshochhauses 1968 bis 1972. In: Uwe Hoßfeld, Tobias Kaiser, Heinz Mestrup (Hrsg.): Hochschule im Sozialismus. Studien zur Geschichte der Friedrich-Schiller-Universität Jena (1945–1990), Band 1, Weimar u.a.: Böhlau, pagg. 339-376.
- Antje Schneider, Robert Vogler (2008): Der Turm von Jena. Vielperspektivische Erkursionsdidaktik am Beispiel der Jenaer Innenstadt. In: Praxis Geographie, Voll. 7-8, pagg. 10-14.